# 李潼
李潼（1953年8月23日—2004年12月20日），本名賴西安，台灣已故兒童文學作家及作詞人。

## 生平
李潼出生於花蓮縣花蓮市，後定居宜蘭縣羅東鎮。空中行政專科學校畢業。當兵時入海軍服役，服役二年。1978年開始寫作，文體類別包含兒童文學、散文、小說、新詩、歌詞等，另外還有相關劇本、文學評論和報導文學的創作，不過最知名的還是兒童文學、少年小說的作品。
李潼年輕時受楊弦、李雙澤「唱自己的歌」論調鼓舞，在校園民歌時代勤於歌詞創作，以本名發表填詞作品百餘首，以〈廟會〉、〈月琴〉、〈散場電影〉最為膾炙人口。同時開始從事兒童文學創作，以《天鷹翱翔》、《順風耳的新香爐》、《再見天人菊》三部作品，連續獲得洪建全兒童文學創作獎少年小說首獎。
1987年、1988年以短篇小說〈恭喜發財〉、〈屏東姑丈〉，獲得第十、十一屆《中國時報》時報文學獎短篇小說評審獎，同時也跨入成人小說的領域。1990年以《博士．布都與我》獲得第十五屆國家文藝獎（舊制）。
李潼致力為少年小說創作，其中以1999年圓神出版社出版十六本「台灣的兒女」系列為最力著，其他重要作品尚有《少年噶瑪蘭》、《望天丘》、《水柳村的抱抱樹》、《藍天燈塔》、《少年龍船隊》、《魚藤號列車長》、《瑞穗的靜夜》等。
李潼也嘗試各種文體的寫作，如圖畫故事書、電視劇本，評論有《李潼的兒童文學筆記》、《少年小說創作坊：李潼答客問》。作品的質與量，均為國內兒童文學作家中罕見。
由臺灣書店發行的《兒童的雜誌》發刊期間，李潼是該雜誌每期卷首專欄〈給兒童的話〉的作者。《少年噶瑪蘭》一書還被譯成日文版，並由公共電視文化事業基金會改編成電視動畫。
2004年12月20日，李潼因癌症於宜蘭縣羅東鎮家中病逝，享年51歲。

## 著作書目
| 出版年份（民國） | 書目                                   | 出版社                         | 類別（附註）       |
| ---------------- | -------------------------------------- | ------------------------------ | ------------------ |
| 74               | 《天鷹翱翔》                           | 書評書目雜誌社                 | 少年小說           |
| 90               | 《天鷹翱翔》                           | 民生報                         | 少年小說           |
| 99               | 《天鷹翱翔》                           | 聯經                           | 少年小說           |
| 75               | 《順風耳的新香爐》                     | 聯經                           | 少年小說           |
| 82               | 《順風耳的新香爐》                     | 自立晚報社文化岀版部守護神出版 | 少年小說           |
| 88               | 《順風耳的新香爐》                     | 太陽社(韓文版)                 | 少年小說           |
| 90               | 《順風耳的新香爐》                     | 民生報                         | 少年小說           |
| 99               | 《順風耳的新香爐》                     | 聯經                           | 少年小說           |
| 75               | 《大聲公》                             | 聯經                           | 兒童小說           |
| 89               | 《大聲公》                             | 民生報                         | 兒童小說           |
| 89               | 《無敵隊不漏氣》                       | 中國少年兒童出版社             | 短篇少年小說       |
| 99               | 《大聲公》                             | 小魯文化公司                   | 短篇少年小說       |
| 76               | 《大蜥蜴》                             | 聯經                           | 少年小說           |
| 89               | 《大蜥蜴》                             | 民生報社                       | 短篇少年小說       |
| 76               | 《再見天人菊》                         | 書評書目雜誌社                 | 少年小說           |
| 82               | 《再見天人菊》                         | 自立晚報社文化岀版部守護神出版 | 少年小說           |
| 89               | 《再見天人菊》                         | 民生報                         | 少年小說           |
| 99               | 《再見天人菊》                         | 聯經出版公司                   | 少年小說           |
| 76               | 《神射手和琵琶鴨》                     | 國語日報社                     | 繪本               |
| 77               | 《獨臂猴王》                           | 國語日報社                     | 繪本               |
| 77               | 《銀光幕後》                           | 省教育廳                       | 少年小說           |
| 96               | 《銀光幕後》                           | 小兵出版社                     | 少年小說           |
| 78               | 《金毛狗》                             | 富春文化事業公司               | 少年小說           |
| 83               | 《見晴山》                             | 國語日報社                     | 少年小說           |
| 98               | 《見晴山》                             | 國語日報社                     | 少年小說           |
| 78               | 《野溪之歌》                           | 省教育廳                       | 少年小說           |
| 96               | 《野溪之歌》                           | 小兵出版社                     | 少年小說           |
| 78               | 《博士．布都與我》                     | 聯經出版公司                   | 少年小說           |
| 89               | 《博士．布都與我》                     | 聯經出版公司                   | 少年小說           |
| 99               | 《博士.布都與我》                      | 聯經出版公司                   | 少年小說           |
| 79               | 《迷信狀元》                           | 晨星出版社                     | 少年小說           |
| 92               | 《天天爆米香》(迷信狀元)               | 民生報社                       | 散文               |
| 79               | 《蠻蠻》                               | 幼獅文化事業公司               | 少年小說           |
| 87               | 《蠻皮兒》                             | 台北幼獅文化公司               | 少年小說           |
| 98               | 《蠻皮兒》                             | 小兵出版社                     | 少年小說           |
| 80               | 《林獻堂傳》                           | 近代中國出版社                 | 傳記文學           |
| 80               | 《藍天燈塔》                           | 九歌出版社                     | 少年小說           |
| 97               | 《藍天燈塔》                           | 小兵出版社                     | 少年小說           |
| 81               | 《少年噶瑪蘭》                         | 天衛文化公司                   | 少年小說           |
| 87               | 《少年噶瑪蘭》（日文版）               | てらいんく（兒童文學）株式會社 | 少年小說           |
| 93               | 《少年噶瑪蘭》                         | 天衛文化公司                   | 少年小說           |
| 95               | 《少年噶瑪蘭》                         | 湖北少兒社                     | 少年小說           |
| 81               | 《恐龍星座》                           | 大地出版社                     | 少年小說           |
| 92               | 《恐龍星座》                           | 民生報社                       | 短篇少年小說       |
| 81               | 《這就是我的個性》                     | 民生報社                       | 散文               |
| 97               | 《瑞穗的靜夜》(這就是我的個性)         | 聯合報                         | 散文               |
| 99               | 《瑞穗的靜夜》                         | 聯經出版社                     | 散文               |
| 81               | 《綠衣人》                             | 大地出版社                     | 少年小說           |
| 91               | 《綠衣人》                             | 民生報                         | 小說               |
| 100              | 《鞦韆架上的鸚鵡》（綠衣人）           | 小兵出版社                     | 短篇少年小說       |
| 81               | 《頭城搶孤專輯》                       | 頭城鎮民代表會                 | 報導               |
| 82               | 《少年龍船隊》                         | 天衛文化公司                   | 少年小說           |
| 93               | 《少年龍船隊》                         | 天衛文化公司                   | 少年小說           |
| 82               | 《水柳村的抱抱樹》                     | 天衛文化公司                   | 童話               |
| 84               | 《水柳村的抱抱樹》                     | 高雄縣立文化中心               | 童話劇             |
| 97               | 《水柳村的抱抱樹》                     | 天衛文化公司                   | 童話               |
| 93               | 《枕頭山》                             | 朗文香港教育出版社             | 童話               |
| 93               | 《虎姑婆與好姑婆》                     | 朗文香港教育出版社             | 童話               |
| 93               | 《茶壺與杯子》                         | 朗文香港教育出版社             | 童話               |
| 93               | 《炸薯條與綠藻》                       | 朗文香港教育出版社             | 童話               |
| 93               | 《抱抱樹》                             | 朗文香港教育出版社             | 童話               |
| 93               | 《有法術的洗髮精》                     | 朗文香港教育出版社             | 童話               |
| 93               | 《紅目猴與白睛虎》                     | 朗文香港教育出版社             | 童話               |
| 93               | 《橘子樹》                             | 朗文香港教育出版社             | 童話               |
| 82               | 《自然觀察家》                         | 台灣電影文化公司               | 劇本               |
| 82               | 《沙埔地上的桃花源》                   | 台灣電影文化公司               | 劇本               |
| 82               | 《迎媽祖》                             | 農委會                         | 繪本               |
| 82               | 《洞庭魚王》                           | 遠流出版社                     | 繪本               |
| 82               | 《看板師傅成畫家》                     | 台灣電影文化公司               | 劇本               |
| 82               | 《紅心字會》                           | 文化總會                       | 劇本               |
| 82               | 《港尾仔瑞獅團》                       | 台灣電影文化公司               | 劇本               |
| 83               | 《少年青春嶺》                         | 幼獅文化公司                   | 少年小說           |
| 80               | 《屏東姑丈》                           | 遠流出版公司                   | 小說               |
| 80               | 《屏東姑丈》                           | 行政院新聞局                   | 劇本               |
| 83               | 《蝙蝠》                               | 遠流出版社                     | 繪本               |
| 83               | 《鐵橋下的水蛇和鰻魚王》               | 省教育廳                       | 少年小說           |
| 96               | 《鐵橋下的鰻魚王》                     | 小兵出版社                     | 少年小說           |
| 83               | 《哈啾》                               | 光復書局                       | 繪本               |
| 84               | 《相思月娘》                           | 麥田出版社                     | 小說               |
| 84               | 《臺灣歌仔戲》                         | 農委會                         | 繪本               |
| 84               | 《奉茶》                               | 台北幼獅文化公司               | 散文               |
| 84               | 《敲鐘》                               | 台北幼獅文化公司               | 散文               |
| 86               | 《蔚藍的太平洋日記》                   | 民生報社                       | 兒童散文           |
| 95               | 《蔚藍的太平洋日記》                   | 民生報社                       | 兒童散文           |
| 99               | 《蔚藍的太平洋日記》                   | 聯經出版社                     | 散文               |
| 87               | 《秋千架的鸚鵡》                       | 河北教育出版社                 | 少年小說           |
| 88               | 《尋找中央山脈的弟兄》                 | 圓神出版社                     | 少年小說           |
| 100              | 《尋找中央山脈的弟兄》                 | 小魯文化公司                   | 少年小說           |
| 88               | 《太平山情事》                         | 圓神出版社                     | 少年小說           |
| 88               | 《少年雲水僧》                         | 圓神出版社                     | 少年小說           |
| 88               | 《火金姑來照路》                       | 圓神出版社                     | 少年小說           |
| 88               | 《四海武館》                           | 圓神出版社                     | 少年小說           |
| 88               | 《白蓮社板仔店》                       | 圓神出版社                     | 少年小說           |
| 88               | 《我們的秘魔巖》                       | 圓神出版社                     | 少年小說           |
| 88               | 《阿罩霧三少爺》                       | 圓神出版社                     | 少年小說           |
| 88               | 《龍門峽的紅葉》                       | 圓神出版社                     | 少年小說           |
| 88               | 《夏日鷺鷥林》                         | 圓神出版社                     | 少年小說           |
| 99               | 《夏日鷺鷥林》                         | 小魯文化公司                   | 少年小說           |
| 88               | 《無言戰士：林旺與我》                 | 圓神出版社                     | 少年小說           |
| 88               | 《開麥拉．救人地》                     | 圓神出版社                     | 少年小說           |
| 88               | 《福音與拔牙鉗》                       | 圓神出版社                     | 少年小說           |
| 88               | 《頭城狂人》                           | 圓神出版社                     | 少年小說           |
| 88               | 《戲演春帆樓》                         | 圓神出版社                     | 少年小說           |
| 88               | 《魔弦吉他族》                         | 圓神出版社                     | 少年小說           |
| 88               | 《刺桐花開過新年》                     | 農委會                         | 繪本               |
| 88               | 《李潼的兒童文學筆記—戊寅虎年篇》      | 宜蘭縣立文化中心               | 蘭陽文學叢書二十六 |
| 88               | 《尋人啟事》                           | 台北幼獅文化公司               | 少年小說           |
| 88               | 《少年小說創作坊-李潼答客問》          | 幼獅文化公司                   | 論述               |
| 88               | 《鏡花緣》(古典小說改寫)               | 聯經出版公司                   | 原作者:李汝珍      |
| 88               | 《儒林外史》(古典小說改寫)             | 聯經出版公司                   | 原作者:吳敬梓      |
| 89               | 《李潼的兒童文學筆記：已卯兔年篇》     | 宜蘭縣政府文化局               | 蘭陽文學叢書二十八 |
| 89               | 《樹靈塔》                             | 幼獅文化                       | 小說               |
| 90               | 《勇士爸爸去搶孤》                     | 青林國際出版股份有限公司       | 繪本               |
| 92               | 《蓬萊碾字坊－李潼人間情懷和文學天地》 | 宜蘭縣政府文化局               | 蘭陽文學叢書四十三 |
| 92               | 《望天丘》                             | 民生報社                       | 小說               |
| 92               | 《回憶的位置》                         | 統一夢公園生活公司             | 小品文             |
| 92               | 《華麗之夢》                           | 統一夢公園生活公司             | 小品文             |
| 92               | 《意外的吸引力》                       | 統一夢公園生活公司             | 小品文             |
| 84               | 《羅東一個原名猴子的小鎮》             | 省政府教育廳                   | 報導文學           |
| 94               | 《羅東猴子城》                         | 宜蘭縣政府文化局               | 蘭陽文學叢書五十一 |
| 95               | 《黑潮蝴蝶》                           | 幼獅文化                       | 散文               |
| 94               | 《魚藤號列車長》                       | 民生報                         | 少年小說           |
| 97               | 《魚藤號列車長》（新版）               | 民生報                         | 少年小說           |
| 99               | 《魚藤號列車長》                       | 聯經出版公司                   | 少年小說           |
| 98               | 《龍園的故事》                         | 國語日報                       | 少年小說           |

以下為目前台灣市面上可見之出版品
| 西元 | 月 | 書名                                     | 出版社             | 文體               |
| ---- | -- | ---------------------------------------- | ------------------ | ------------------ |
| 2010 | 6  | 天鷹翱翔                                 | 聯經出版公司       | 少年小說           |
| 2010 | 7  | 順風耳的新香爐                           | 聯經出版公司       | 少年小說           |
| 2010 | 4  | 再見天人菊                               | 聯經出版公司       | 少年小說           |
| 2010 | 8  | 博士.布都與我                            | 聯經出版公司       | 少年小說           |
| 2010 | 1  | 瑞穗的靜夜                               | 聯經出版社         | 散文               |
| 2010 | 2  | 蔚藍的太平洋日記                         | 聯經出版社         | 散文               |
| 2010 | 8  | 魚藤號列車長                             | 聯經出版公司       | 少年小說           |
| 2003 | 4  | 望天丘                                   | 民生報             | 少年小說           |
| 2009 | 9  | 龍園的故事                               | 國語日報           | 少年小說           |
| 2009 | 12 | 見晴山                                   | 國語日報           | 少年小說           |
| 2011 | 12 | 番薯勳章                                 | 國語日報           | 短篇少年小說       |
| 2010 | 8  | 大聲公                                   | 小魯文化公司       | 短篇少年小說       |
| 2004 | 8  | 少年噶瑪蘭                               | 天衛文化公司       | 少年小說           |
| 2004 | 3  | 少年龍船隊                               | 天衛文化公司       | 少年小說           |
| 1993 | 11 | 水柳村的抱抱樹                           | 天衛文化公司       | 童話               |
| 2011 | 2  | 尋找中央山脈的弟兄                       | 小魯文化公司       | 少年小說           |
| 2010 | 6  | 夏日鷺鷥林                               | 小魯文化公司       | 少年小說           |
| 2012 | 2  | 我們的祕魔岩                             | 小魯文化公司       | 少年小說           |
| 2009 | 12 | 蠻皮兒                                   | 小兵出版社         | 少年小說           |
| 2008 | 5  | 藍天燈塔                                 | 小兵出版社         | 少年小說           |
| 2011 | 1  | 鞦韆架上的鸚鵡                           | 小兵出版社         | 短篇少年小說       |
| 2007 | 5  | 鐵橋下的鰻魚王                           | 小兵出版社         | 少年小說           |
| 2007 | 5  | 野溪之歌                                 | 小兵出版社         | 少年小說           |
| 2007 | 5  | 銀光幕後                                 | 小兵出版社         | 少年小說           |
| 2011 | 12 | 鬼竹林                                   | 小兵出版社         | 短篇少年小說       |
| 1999 | 6  | 尋人啟事                                 | 台北幼獅文化公司   | 短篇少年小說       |
| 1999 | 6  | 少年小說創作坊-李潼答客問                | 幼獅文化公司       | 論述               |
| 2006 | 4  | 黑潮蝴蝶                                 | 幼獅文化           | 散文               |
| 2000 | 7  | 樹靈.塔                                  | 幼獅文化           | 短篇少年小說       |
| 2011 | 10 | 勇士爸爸去搶孤                           | 青林國際出版       | 繪本               |
| 2000 | 9  | 無敵隊不漏氣 (大聲公)                    | 中國少年兒童出版社 | 短篇少年小說       |
| 2006 | 9  | 少年噶瑪蘭                               | 湖北少兒社         | 少年小說           |
| 1998 | 5  | 秋千架上的鸚鵡(夏日鷺鷥林及短篇少年小說) | 河北教育出版社     | 長篇及短篇少年小說 |

## 外部連結
- 國家圖書館-當代文學史料系統[永久]
- 宜蘭縣藝文作家資料庫[永久]